# جدول مكتسبات
جدول المكتسبات (ES) هو امتداد لنظرية إدارة القيمة المنجزة (EVM) وتطبيقاتها. اعتبارًا من عام 2005، اختارت مؤسسة 
إدارة المشروعات نظام جدول المكتسبات ليكون تطبيقًا مستجدًا. وفي عام 2003، ظهرت في بذرة مقال بعنوان ”Schedule is Different  لوالتر ليبكا (Walter Lipke) في مجلة زا ميجرابل نيوز (The Measurable News)، المجلة الفصلية لكلية إدارة الأداء التابعة لـمعهد إدارة المشروع.
ومن المتعارف عليه أن مسارات إدارة القيمة المنجزة تتبع التغيرات في الجدول ليس في وحدات الزمن ولكن في العملة (أي الدولارات) أو الكمية (أي ساعات العمل). لا شك أنه من الطبيعي أكثر أن تتكلم عن أداء الجدول بوحدات زمنية ولكن المشاكل التقليدية لقياسات تنفيذ الجداول أعمق من ذلك بكثير. وعندما يُشرف المشروع على الانتهاء - عندما يكون تنفيذ المشروع من الاهتمامات الأساسية - تكون الاستفادة من قياسات الجداول التقليدية استفادة ضحلة بكل وضوح. وفي الإدارة التقليدية للقيمة المنجزة، عندما يكون تغير الجدول (SV) يساوي 0 أو مؤشر أداء الجدول (SPI) يساوي 1 فإن المشروع بذلك يسير على الخطى الصحيحة. ومع ذلك، عندما ينتهي المشروع، فإن تغير الجدول دائمًا يكون 0 ويكون مؤشر أداء الجدول دائمًا 1، حتى وإن تأخر تسليم المشروع بعد الميعاد. وبالمثل، قد يضعف المشروع قرب انتهائه (فمثلا يكون مؤشر أداء الجدول = 0,95) ولا يؤشر أبدًا بأنه تجاوز عددي مقبول خارجي. (باستخدام تغير الجدول التقليدي كمعيار استثنائي، فمن الشائع أن تقبل قيمة مؤشر أداء الجدول عندما يساوي 0,9.
ولتصحيح هذه المشاكل، تعيد نظرية جدول المكتسبات تسمية القياسين التقليديين وهما تغير الجدول ومؤشر أداء الجدول حيث يكون تغير الجدول (دولار) ومؤشر أداء الجدول (دولار)، في إشارة صريحة إلى أنها وحدات للعملة أو الكمية وليس الزمن. وتعنون الكميات المعتمدة على الوقت تغير الجدول (زمن) ومؤشر أداء الجدول (زمن). ومن المزايا المقررة لطرق جدول المكتسبات هي أنها لا تتطلب أي عملية جمع بيانات في سبيل تطبيق واختبار جدول المكتسبات، وكل ما تتطلبه هو تحديث الصيغ. وتقدم أيضًا نظرية جدول المكتسبات صيغًا محدثة للتنبؤ ببيانات اكتمال المشروع، باستخدام قياسات تعتمد على الزمن.
ومن المقرر أن هذه الطريقة تعد حلقة الوصل بين تحليل القيمة المكتسبة التقليدي وتحليل جدول المشروع التقليدي - هذا الربط يعتقد البعض بأنه كان مفتقدًا في النظرية القديمة لإدارة القيمة المنجزة.